# Anthony Racine
Pour les articles homonymes, voir Anthony et Racine.
Anthony Racine, né le 11 janvier 1994, à La Genevraye, en France, est un joueur français de basket-ball. Il évolue aux postes de meneur et d'arrière.

## Biographie
Après trois années au Centre fédéral entre 2009 et 2012, il signe son premier contrat professionnel à l'Étoile de Charleville-Mézières. Le 12 février 2013, il réalise un match référence contre le Lille Métropole Basket Clubs en cumulant 22 points (à 8/15 aux tirs), 1 rebond, 1 interception et 4 fautes provoquées pour 17 d'évaluation en 27 minutes malgré la défaite des siens.
À la suite de la descente du club ardennais, il quitte Charleville-Mézières. Le 13 mai 2013, il s'engage au Saint-Quentin Basket-Ball pour deux années dont une en option. À la fin de la saison, avec 5,6 points à 40 %, 1,5 rebond et 1,1 passe décisive pour 4 d'évaluation en 13 minutes, il est nommé meilleur jeune du championnat de Pro B. Il choisit de poursuivre une saison supplémentaire à Saint-Quentin. Le 15 mai 2015, il réalise son meilleur match de la saison en compilant 23 points à 8/12 dont 4/6 à 3 points en 31 minutes contre l'AS Monaco.
Le 25 juin 2015, il revient à l'Étoile de Charleville-Mézières.
Le 6 août 2016, il signe au Basket Club d'Orchies et choisit d'évoluer au troisième échelon national.
Le 4 octobre 2017, il rejoint l'Union Basket Chartres Métropole en Nationale 1. Après une saison réussie, il est conservé dans l'effectif de l'équipe qui monte en Pro B. Le 19 février 2019, Chartres, dernier de Pro B, se sépare de Racine d'un commun accord.
Racine joue la saison 2020-2021 avec l'Association sportive Cail Denain Voltaire Porte du Hainaut, club de seconde division. Il s'engage en août 2021 pour pallier la blessure de Mbaye Ndiaye avec l'Abeille des Aydes Blois Basket, autre club de seconde division. Il quitte le club en novembre et s'engage avec l'Alliance Sport Alsace, autre club de deuxième division, jusqu'à la fin de la saison.
Anthony Racine reste à l'Alliance Sport Alsace pour la saison 2022-2023. Il est reconnu pour la qualité de son tir à trois-points.

## Clubs
- 2009-2012 :  Centre fédéral (Nationale 1)
- 2012-2013 :  Étoile de Charleville-Mézières (Pro B)
- 2013-2015 :  Saint-Quentin Basket-Ball (Pro B)
- 2015-2016 :  Étoile de Charleville-Mézières (Pro B)
- 2016-2017 :  Basket Club d'Orchies (Nationale 1)
- 2017-2018 :  Union Basket Chartres Métropole (Nationale 1)
- 2018-Fév. 2019 :  Union Basket Chartres Métropole (Pro B)
- 2019-2020 :  Stade lorrain université club Nancy basket (Pro B)
- 2020-2021 :  Association sportive Cail Denain Voltaire Porte du Hainaut (Pro B)
- 2021 :  Abeille des Aydes Blois Basket (Pro B)
- depuis 2021 :  Alliance Sport Alsace (Pro B)

## Palmarès

### Sélection nationale
- 6e de l'Euro U16 en 2010

### Distinctions individuelles
- Meilleur jeune de Pro B en 2013-2014

## Vie privée
Anthony Racine est le fils du basketteur Régis Racine et le grand frère du basketteur Warren Racine.